# Nikolai Iwanow (Skilangläufer)
Nikolai Iwanow (* 21. April 1971 in Kökschetau) ist ein ehemaliger kasachischer Skilangläufer.
Iwanow holte bei den Nordischen Skiweltmeisterschaften 1993 in Falun mit dem 27. Platz über 30 km klassisch seine ersten Weltcuppunkte. Zudem kam er dort auf den 13. Rang mit der Staffel. Bei den Olympischen Winterspielen 1994 in Lillehammer belegte er den 50. Platz über 50 km klassisch, den 40. Rang über 30 km Freistil und erreichte mit dem 19. Platz in der Verfolgung und dem 16. Rang über 10 km klassisch seine besten Einzelplatzierungen im Weltcupeinzel. Zudem errang er dort zusammen mit Pawel Koroljow, Andrei Newsorow und Pawel Rjabinin den neunten Platz in der Staffel. Die Saison 1993/94 beendete er auf dem 53. Platz im Gesamtweltcup. Im folgenden Jahr lief er bei den Nordischen Skiweltmeisterschaften in Thunder Bay auf den 62. Platz über 30 km klassisch, auf den 59. Rang über 50 km Freistil, auf den 55. Platz in der Verfolgung und auf den 31. Rang über 10 km klassisch.